# Бейт-Орен
Бейт-О́рен (ивр. בֵּית אֹרֶן‎, «Дом Сосны») — киббуц на севере Израиля. Находится в составе регионального совета Хоф-ха-Кармель.

## География
Киббуц расположен в 10 км к юго-западу от  Хайфы, рядом с национальным парком «Кармель», в горной местности, традиционно зовущейся «Маленькая Швейцария».

## История
Бейт-Орен был основан 1 октября 1939 г. Выходцы из России и Польши, прошедшие обучение в центре МагдиЭль, устроились в месте, отстоящем на 1 километр от киббуца. Первое поселение было организовано по принципу «стена и башня». В этот период были проложены дороги по направлениям вниз, на Атлит, и, наверх, на возвышенность, доминирующую над местностью, на место сегодняшнего киббуца. Решение о постоянном строительстве именно на этом холме было принято в октябре 1940 года. Долгое время Бейт-Орен оставался единственным еврейским поселением в сердце горы Кармель. Со временем к группе основателей присоединились и другие активисты киббуцного движения — поселение укрепилось и разрослось.
Название «Бейт-Орен» (Дом Сосны) было выбрано в связи с тем, что склоны горы Кармель всегда были местом, где росло множество сосен.
В 1943 году двое членов киббуца — Арие Пихман и Дов Бергер стали участниками Второй Мировой Войны в качестве парашютистов-десантников.
В этот период киббуц использовался, как тренировочная база для бойцов организаций Хагана и Пальмах, а в 1945 году члены киббуца участвовали в операции по освобождению еврейских активистов из британской тюрьмы в Атлите. 9 октября 1945 года 208 нелегальных иммигрантов были вызволены из тюрьмы, и укрылись в киббуце Ягур. Это была первая операция «Пальмах» против британских властей.
На 1950-е гг. приходится период экономического развития Бейт-Орена. Начинается он с прибытия в 1950 г. из киббуца Мааган группы активистов, которые помогают поселенцам Бейт-Орена наладить и оптимизировать собственное производство. В 1956 г. в киббуц прокладывают водопровод, в 1963 г. в поселок приходит электричество.
1954 г. в истории киббуца был омрачен трагедией национального масштаба. 29 июля 1954 года на церемонии памяти погибшего в ходе Второй мировой войны парашютиста Переца Гольдштейна спортивный самолёт врезался в толпу зрителей. В первых рядах сидели сослуживцы Гольдштейна Арие Пихман и Дов Бергер. Они оказались в числе погибших в результате трагедии 17 человек. В киббуце есть памятник, посвященный двум парашютистам.
Конец 1970-х, начало 1980-х ознаменовались для Бейт Орена большим экономическим кризисом и «большим исходом» — многие работоспособные члены киббуца покинули его, оставив старшее поколение наедине с киббуцными долгами. Подобные явления наблюдались и в соседних киббуцах, в результате чего возникло выражение «синдром Бейт-Орен». Пик кризиса пришёлся на 1987 год, а в 1995 киббуц потерял свой статус и превратился в «общественное поселение». С этого времени началось «оздоровление» поселения.
В 2009 году киббуц отпраздновал 70-летие, а в 2010 вновь случилась трагедия национального масштаба, задевшая маленькое поселение на склонах Кармеля. Пожар, бушевавший несколько дней в национальном парке, и унёсший 44 жизни, уничтожил несколько домов в южной части Бейт-Орен. К счастью, никто из членов киббуца не пострадал.

## Население
По данным Центрального статистического бюро Израиля, население на начало 2020 года составляло 507 человек.

## Экономика
На сегодняшний день экономическое положение поселка стабилизировалось. C 1942 года в киббуце работает гостиница, сегодня при ней находятся также бассейн и спа-центр. Кроме того, есть небольшая фабрика по производству металлических изделий, ферма, где выращивают цыплят-бройлеров. Функционирует центр обучения конному спорту и центр развлечений на природе. Традиционно киббуц имеет банановые плантации.